# Modena
För andra betydelser, se Modena (olika betydelser).
Modena är en stad och kommun i provinsen Modena i regionen Emilia-Romagna i norra Italien, på södra delen av Poslätten.  Kommunen hade 186 307 invånare (2018).
Modenas universitet grundades 1175. År 1997 sattes katedralen Torre Civica och Piazza Grande i Modena upp på Unescos världsarvslista.
Modena är idag främst känd för sin motorindustri och sin produktion av balsamvinäger. Kända bilmärken som Ferrari, Lamborghini, Maserati, De Tomaso och Pagani tillverkas i närområdet. I början av 1990-talet hade staden även ett formel 1-stall, Modena Team SpA. Operasångaren Luciano Pavarotti kommer från Modena.

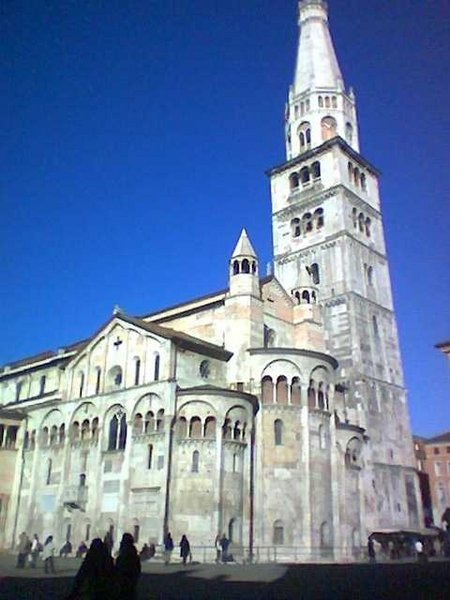
Modenakatedralen med Ghirlandina-tornet.

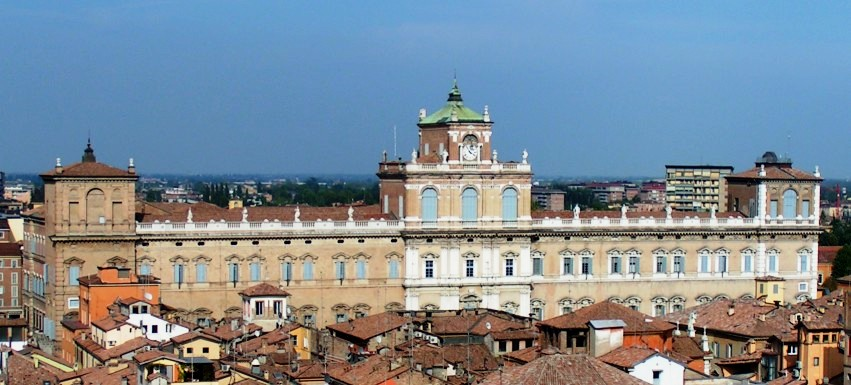
Palazzo Ducale i barockstil

## Sport
Staden har nått betydande framgångar i volleyboll med flera elitlag. De har totalt vunnit 23 titlar på herrsidan och 12 titlar på damsidan. På herrsidan har Modena Volley (12 titlar, mest av alla italienska lag), Avia Pervia Modena (5 titlar, 1957-1963), Villa d'Oro Pallavolo (3 titlar, 1956-1963) och Minelli Modena (3 titlar, 1953-1955) vunnit italienska mästerskapet. På damsidan har Audax Modena (fem titlar mellan 1953 och 1959), Gruppo Sportivo Fini Modena (fyra titlar kring 1970), Indomita Modena (två titlar 1954 och 1955) och Volley Modena (en titel 1999/2000) blivit italienska mästare. Dessutom spelade både LJ Volley och Universal Volley Modena i serie A1 (högsta serien) under 2010-talet.